# NHK川本ラジオ中継放送所
NHK川本ラジオ中継放送所（エヌエイチケイかわもとラジオちゅうけいほうそうしょ）は、島根県邑智郡川本町に置かれているNHK松江放送局の中波放送中継局である。

## 概要
- 当ラジオ中継放送所は、邑智郡川本町大字因原字飛渡の空山中腹に置かれ、同町内などへ電波を発射している。
- なお、BSS山陰放送は、大田中継局などを受信している。

## 送信施設概要
| 放送局名   | 周波数（kHz） | 空中線電力 | 放送対象地域 | 放送区域内世帯数 | 空中線形式       | 開局日         |
| NHK松江第1 | 1368          | 100W       | 島根県       | 約9600世帯       | 頂部負荷付垂直形 | 1960年3月29日  |
| NHK松江第2 | 1602          | 100W       | 全国放送     | 約9600世帯       | 頂部負荷付垂直形 | 1965年12月28日 |

- 空中線地上高：63m